# 阿贝兰人

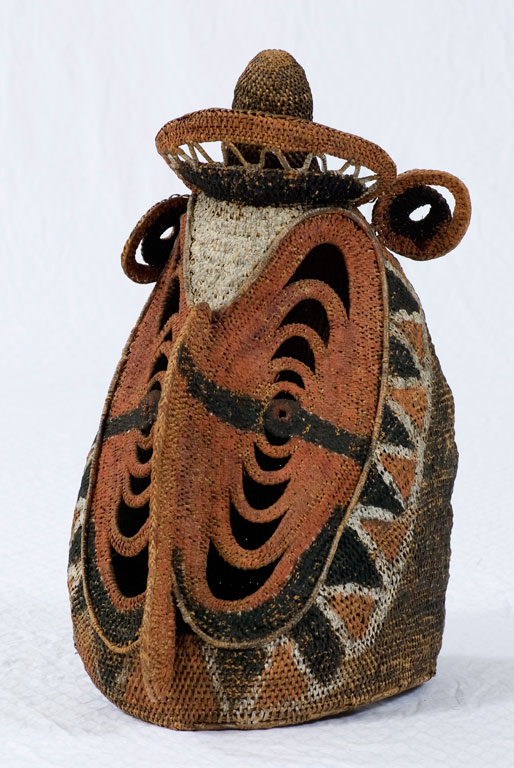
阿貝蘭人用於山藥收穫祭的精靈面具，收藏於美國印第安納波利斯兒童博物館。

阿貝蘭人（Abelam）是一支生活於巴布亞紐幾內亞東塞皮克省的原住民族。其語言阿貝蘭語屬於塞皮克語族。

## 文化
阿貝蘭人生活於熱帶雨林，以火耕方式種植山藥、芋、香蕉、番薯等作物。此外，他們也會在雨林內採集食物，狩獵有袋類動物、鶴鴕，或以馴養的雞、豬等動物為食。
對阿貝蘭人而言，山藥不只是糧食作物，更攸關個人及部落的地位。阿貝蘭人相信山藥有靈，且能感知人類的情緒。為了讓山藥順利成長，族人在山藥生長期間禁止憤怒、狂歡、爭鬥、行房等激烈情緒或行為。
山藥收成時，阿貝蘭人會舉辦山藥收穫祭。部落間會競相設宴，用吃不完的山藥款待客人，以此彰顯部落威望。個人也可將自己種植的山藥作為戰帖送給同部落的利益競爭者。若收下對手的山藥，就必須在來年種出更大的山藥作為回禮(反擊)，否則將有損名譽。